# Радигоже
Радигоже (на гръцки: Αγία Άννα, Агия Ана, до 1928 година Ραδιγκόσδι, Ραδιγκόσδη, Радигосди или Ραδογκόσδι , Радогосди) е село в Егейска Македония, Гърция, част от дем Нестрам в административната област Западна Македония.

## География
Селото се намира в областта Нестрамкол на 30 километра югозападно от Костур и на три километра североизточно от демовия център Нестрам. Край него тече река Бистрица. На един неин приток е красивият Радигожки водопад.

## История

### Етимология
Според академик Иван Дуриданов името е по-старо *Радигождже < *Radigodje, притежателно прилагателно със суфикс -je (среден род по село) от личното име Радигодъ. Макс Фасмер смята, че гръцката форма предполага българската Radigoždь.

### В Османската империя
В църквата „Успение Богородично“ е намерена надгробна плоча, а стари надписи са открити върху гредите на къщите в селото. Два от тях се съхраняват в музея на Нестрам, а някои фрагменти от древногръцки храм са запазени в църквата „Свети Николай“.
В XV век в Радогожд са отбелязани поименно 54 глави на домакинства. В османските данъчни регистри от средата на XV век Радогожде е споменато с 13 глави на семейства и един неженен: Никола, Яно, Стайо, Мано, Тодор, Йорг, Стайко, Андрия, Йорг, Никифор, Михо, Стайко и Димо, и една вдовица Мара. Общият приход за империята от селото е 976 акчета.
В края на XIX век Радигоже е българско чифлишко село в Костурска каза на Османската империя. Известно е и само като Чифлик или Голем чифлик. Според статистиката на Васил Кънчов („Македония. Етнография и статистика“) в 1900 година Радигоже има 85 жители българи.
На Етнографската карта на Битолския вилает на Картографския институт в София от 1901 година Горно Радигоре е чисто българско село в Костурската каза на Корчанския санджак с 3 къщи, а Долно Радигоре също чисто българско с 18 къщи.
Цялото население на селото е под върховенството на Българската екзархия. По данни на секретаря на екзархията Димитър Мишев („La Macédoine et sa Population Chrétienne“) в 1905 година в Радогоже има 144 българи екзархисти. Гръцка статистика от 1905 година представя Радигосди като изцяло гръцко - със 150 жители. Според Георги Константинов Бистрицки Радигоже преди Балканската война има 15 български къщи.
Според Георгиос Панайотидис, учител в Цотилската гимназия, в 1910 година в Радигости (Ραδιγόστι) има 18 „схизматични“ семейства.
На етническата карта на Костурското братство в София от 1940 година, към 1912 година Радигоже е обозначено като българско селище.

### В Гърция
През Балканската война селото е окупирано от гръцки части и след Междусъюзническата война в 1913 година влиза в Гърция. Боривое Милоевич пише в 1921 година („Южна Македония“), че Радогош има 15 къщи славяни християни. Селяните произвеждат жито и орехи и се занимават частично и със скотовъдство.
В 1928 година е прекръстено на Агия Ана (в превод Света Ана). По време на германската окупация през Втората световна война селото пострадва от италианските и от заместилите ги по-късно германски окупатори.
По време на Гражданската война селото отново пострадва силно и по-голямата част от жителите му емиграрат в източноевропейските страни. 31 деца са изведени извън страната от комунистическите части в групата на така наречените деца бежанци.
| Година    | 1913 | 1920 | 1928 | 1940 | 1951 | 1961 | 1971 | 1981 | 1991 | 2001 | 2011 | 2021 |
| --------- | ---- | ---- | ---- | ---- | ---- | ---- | ---- | ---- | ---- | ---- | ---- | ---- |
| Население | 137  | 111  | 129  | 152  | 46   | 112  | 83   | 60   | 55   | 70   | 59   | 31   |

## Личности
Родени в Радигоже
- Кузман Киряков, български революционер, деец на „Охрана“
- Манчо Будур (около 1751 - ?), майстор строител, преселил се в Брацигово през 1791 г.[17]
- Пано (около 1756 - ?), майстор строител, преселил се в Брацигово през 1791 г.[17]